# Richard Rhodes
Pour les articles homonymes, voir Rhodes (homonymie).
Richard Rhodes, né le 4 juillet 1937 à Kansas City au Missouri (États-Unis), est un écrivain, journaliste et historien américain. Il est l'auteur de plusieurs livres-documentaires, dont le plus connu est The Making of the Atomic Bomb (1986) qui a valu à son auteur le prix Pulitzer de l'essai en 1988. Il publie en 2002 Masters of Death, un ouvrage sur les Einsatzgruppen.

## Biographie
En 1987, Richard Rhodes publie The Making of the Atomic Bomb qui relate l'histoire du Projet Manhattan durant la Seconde Guerre mondiale et les bombardements atomiques d'Hiroshima et Nagasaki en 1945. Plusieurs centaines de milliers de copies furent vendues, rien que pour la version originale. Le livre a été traduit dans plus d'une dizaine de langues. Pour cet ouvrage, l'auteur a reçu (1) le  National Book Award pour une œuvre qui n'est pas une fiction en 1987, (2) le National Book Critics Circle Award pour une œuvre qui n'est pas une fiction en 1987 et (3) le  prix Pulitzer de l'essai en 1988.
Il écrira en 1997 Festins mortels, retracant l'histoire des nouvelles maladies à action lente en partant du Kuru jusqu'à la maladie de la vache folle (ESB).
En 2002, Rhodes publie Masters of Death qui raconte l'extermination par les Einsatzgruppen, des groupes d'action spéciaux, d'un million et demi de juifs des régions allant de l'Estonie à la mer Noire. Il décrit d'une part les massacres perpétrés tels que le massacre de Babi Yar ou le massacre de Ponary et la logique des bourreaux d'autre part.
Il s'est également intéressé à la guerre d'Espagne dans son ouvrage Hell and Good Company: The Spanish Civil War and the World it Made paru en 2015 en suivant quelques figures de l'Hotal Florida à Madrid, soit notamment le correspondant du New York Times Herbert Matthews, le scientifique britannique J.B.S. Haldane, un soldat volontaire américain et la journaliste Martha Gellhorn qui deviendra la troisième femme d'Ernest Hemingway. Paul Berman dans le New York Times regrette qu'il en tire malheureusement « une image simplificatrice de la guerre » sans rien apporter de nouveau à la compréhension de cet épisode historique.

## Œuvres
- Richard Rhodes (illus. Bill Greer), The Inland Ground : An Evocation of the American Middle West, New York, Atheneum, 1970 (ISBN 0-333-12851-6)
- Richard Rhodes, The Ungodly : A Novel of the Donner Party, New York, Charterhouse, 1973 (ISBN 978-0-333-12839-8, OCLC 919530767)
- Richard Rhodes, The Ozarks, New York, Time-Life, 1974 (ISBN 0-8094-1196-2)
- Richard Rhodes, Holy Secrets, Garden City, NY, Doubleday, 1978, 279 p. (ISBN 0-385-02565-3)
- Richard Rhodes, Looking for America : A Writer's Odyssey, Garden City, NY, Doubleday, 1979, 321 p. (ISBN 0-385-14473-3)
- Richard Rhodes, The Last Safari, Garden City, NY, Doubleday, 1980 (ISBN 0-385-14243-9)
- Richard Rhodes, Sons of Earth, New York, Coward, McCann & Geoghegan, 1981 (ISBN 0-698-11055-2)
- (en) Richard Rhodes, The Making of the Atomic Bomb, New York, New York, Simon & Schuster, 1986, 886 p. (ISBN 0-671-44133-7, OCLC 13793436)
- Richard Rhodes, Farm : A Year in the Life of an American Farmer, New York, Simon & Schuster, 1989, 336 p. (ISBN 0-671-63647-2)
- Richard Rhodes, A Hole in the World : An American Boyhood, New York, Simon & Schuster, 1990, 271 p. (ISBN 0-671-69066-3)
- Richard Rhodes, The Inland Ground : An Evocation of the American Middle West. Revised Edition, Lawrence, KS, University Press of Kansas, 1991, 323 p. (ISBN 0-7006-0499-5)
- Richard Rhodes, Making Love : An Erotic Odyssey, New York, Simon & Schuster, 1992, 175 p. (ISBN 0-671-78227-4)
- (en) Robert Serber (préf. Richard Rhodes), The Los Alamos Primer: The First Lectures on How to Build an Atomic Bomb, Berkeley, University of California Press, 1992, 98 p. (ISBN 0-520-07576-5, lire en ligne)
- Richard Rhodes, Nuclear Renewal : Common Sense about Energy, New York, Whittle Books, 1993, 127 p. (ISBN 0-670-85207-4)
- (en) Richard Rhodes, Dark Sun: The Making of the Hydrogen Bomb, New York, Simon & Schuster, 1995, 731 p. (ISBN 0-684-80400-X)
- (en) Richard Rhodes, How to Write : Advice and Reflections, New York, W. Morrow, 1995, 229 p. (ISBN 0-688-14095-5)
- Richard Rhodes, Farm : A Year in the Life of an American Farmer, Lincoln, NE, Bison Books (University of Nebraska Press), 1997, 336 p. (ISBN 0-8032-8965-0, lire en ligne)
- Richard Rhodes, Deadly Feasts : Tracking the Secrets of a Terrifying New Plague, New York, Simon & Schuster, 1997, 259 p. (ISBN 0-684-82360-8)
- Richard Rhodes, Why They Kill : The Discoveries of a Maverick Criminologist, New York, Alfred A. Knopf, 1999, 371 p. (ISBN 0-375-40249-7)
- (en) Richard Rhodes (éditeur), Visions of technology : a century of vital debate about machines, systems, and the human world, New York, Simon & Schuster, 1999, 399 p. (ISBN 0-684-83903-2)
- Richard Rhodes, A Hole in the World : An American Boyhood. Tenth Anniversary Edition with a new preface and epilogue, Lawrence, KS, University Press of Kansas, 2000, 283 p. (ISBN 0-7006-1038-3)
- Rachel Fermi et Esther Samra (introd. Richard Rhodes), Picturing the Bomb : Photographs from the Secret World of the Manhattan Project, New York, H.N. Abrams, 1995, 232 p. (ISBN 0-8109-3735-2)
- Ginger Rhodes et Richard Rhodes, Trying to Get Some Dignity : Stories of Triumph over Childhood Abuse, New York, W. Morrow, 1996 (ISBN 0-688-14096-3)
- (en) Richard Rhodes, Masters of Death : The SS-Einsatzgruppen and the Invention of the Holocaust, Vintage, 12 août 2003, 368 p. (ISBN 978-0-375-70822-0)
- (en) Richard Rhodes, John James Audubon : The Making of an American, New York, Alfred A. Knopf, 2004, 514 p. (ISBN 0-375-41412-6)
- (en) John James Audubon et Richard Rhodes (éditeur), The Audubon Reader, New York, Alfred A. Knopf, 2006 (ISBN 1-4000-4369-7)
- (en) Richard Rhodes, The Ungodly : A Novel of the Donner Party, Palo Alto, CA, Stanford University Press, 2007, 370 p. (ISBN 978-0-8047-5641-9 et 0-8047-5641-4, lire en ligne)
- Richard Rhodes, Arsenals of Folly : The Making of the Nuclear Arms Race, New York, Alfred A. Knopf, 2007, 386 p. (ISBN 978-0-375-41413-8 et 0-375-41413-4)
- Richard Rhodes, The Twilight of the Bombs : Recent Challenges, New Dangers, and the Prospects for a World Without Nuclear Weapons, New York, Alfred A. Knopf, 2010, 366 p. (ISBN 978-0-307-26754-2 et 0-307-26754-7)
- Richard Rhodes, Hedy's Folly : The Life and Breakthrough Inventions of Hedy Lamarr, the Most Beautiful Woman in the World, Doubleday, 2011 (ISBN 978-0-385-53438-3 et 0-385-53438-8)
- Richard Rhodes, Hell and Good Company : The Spanish Civil War and the World it Made, Simon & Schuster, 2015, 302 p. (ISBN 978-1-4516-9621-9, lire en ligne)
- Richard Rhodes, Energy : A Human History, Simon & Schuster, 2018 (ISBN 978-1-5011-0535-7)